# Vombisidris dryas
Vombisidris dryas é uma espécie de formiga do gênero Vombisidris, pertencente à subfamília Myrmicinae.